# Grafton (Vermont)
Grafton è un comune degli Stati Uniti d'America, situato nello Stato del Vermont e in particolare nella contea di Windham.